# Nature Genetics
Nature Genetics è una rivista scientifica, fondata nel 1992 come parte della famiglia di riviste legate a Nature. Pubblica ricerche incentrate sulla genetica.
La rivista comprende studi sulla genetica e il funzionamento genomico nelle caratteristiche di umani e altri organismi, tra cui topi, mosche, nematodi e lieviti.
Inoltre, pubblica ricerche volte a comprendere le basi genetiche delle malattie e il meccanismo funzionale, la struttura e l'evoluzione delle reti genetiche, studiante mediante perturbazione sperimentale.
È una rivista riconosciuta a livello internazionale, con un fattore di impatto pari a 31,7 (2023), posizionandosi al secondo posto fra 175 riviste nella classifica dei periodici sulla genetica e l'ereditarietà.